# Castingen af en uskyldig kvinde
Castingen af en uskyldig kvinde er en dansk børnefilm fra 2018 instrueret af Jacob Thomas Pilgaard.

## Handling
Den unge skuespiller Sara er til sin første audition på en spillefilm - en rolle, der potentielt set kan sætte gang i hendes karriere. Men castingen tager hurtigt en uventet drejning, og Sara tvinges til at se sin fortid i øjnene.

## Medvirkende
- Rikke Westi, Sara
- Camilla Bendix, Annette
- Kasper Leisner, Michael
- Mads Kruse, Thorsten